# College-Tennis-Saison 2000/01
Die College-Tennis-Saison 2000/01 ging vom Spätsommer 2000 bis zum Mai 2001. Sie verabschiedete sich traditionell nach den NCAA-Meisterschaften in die Sommerpause.

## Anmerkung
Die folgenden Tabellen bieten eine Übersicht über die wichtigsten Turniere der Spielzeit, wobei nur Turniere für Mannschaften von Universitäten der NCAA Division I berücksichtigt sind. Für Teams kleinerer Universitäten gibt es eigene Turniere, die hier keine Erwähnung finden. Außerdem gibt es noch zahlreiche Einladungsturniere, die aber ebenfalls nicht den Stellenwert der unten aufgeführten Turniere haben.

## Individualmeisterschaften
| Datum             | Turnier                                                                                   | Konkurrenz | Sieger                           | Finalgegner                     | Ergebnis       |
| ----------------- | ----------------------------------------------------------------------------------------- | ---------- | -------------------------------- | ------------------------------- | -------------- |
| 19.–24. September | ITA National Clay Court Championships Baltimore, Maryland Sandplatz                       | Herren     | Daniel Andersson                 | Brian Vahaly                    | 5:7, 7:5, 6:2  |
| 19.–24. September | ITA National Clay Court Championships Baltimore, Maryland Sandplatz                       | Herren     | Florian Marquardt Frank Moser    | Huntley Montgomery Brian Vahaly | 7:5, 5:7, 6:3  |
| 19.–24. September | ITA National Clay Court Championships Baltimore, Maryland Sandplatz                       | Damen      | Bea Bielik                       | Michelle Dasso                  | 6:1, 6:3       |
| 19.–24. September | ITA National Clay Court Championships Baltimore, Maryland Sandplatz                       | Damen      | Janet Bergman Bea Bielik         | Paola Palencia İpek Şenoğlu     | 1:6, 7:5, 6:2  |
| 10.–15. Oktober   | ITA Men’s All-American Championships Stone Mountain, Georgia Hartplatz                    | Herren     | Genius Chidzikwe                 | Marko Cerenko                   | 3:6, 6:3, 6:3  |
| 10.–15. Oktober   | ITA Men’s All-American Championships Stone Mountain, Georgia Hartplatz                    | Herren     | Olivier Levant Nathan Overholser | Huntley Montgomery Brian Vahaly | 6:4, 7:5       |
| 17.–22. Oktober   | ITA Women’s All-American Championships Pacific Palisades, Kalifornien Hartplatz           | Damen      | Ansley Cargill                   | Aarthi Venkatesan               | 6:4, 6:4       |
| 17.–22. Oktober   | ITA Women’s All-American Championships Pacific Palisades, Kalifornien Hartplatz           | Damen      | Lauren Kalvaria Gabriela Lastra  | Paola Palencia İpek Şenoğlu     | 6:4, 3:6, 7:5  |
| 1.–4. Februar     | ITA National Intercollegiate Indoor Championships Farmers Branch, Texas Hartplatz (Halle) | Herren     | Alex Kim                         | Oskar Johansson                 | 6:75, 6:3, 6:4 |
| 1.–4. Februar     | ITA National Intercollegiate Indoor Championships Farmers Branch, Texas Hartplatz (Halle) | Herren     | Johan Brunström Jon Wallmark     | Florian Marquardt Frank Moser   | 7:63, 7:64     |
| 1.–4. Februar     | ITA National Intercollegiate Indoor Championships Farmers Branch, Texas Hartplatz (Halle) | Damen      | Laura Granville                  | Ansley Cargill                  | 6:3, 6:74, 6:4 |
| 1.–4. Februar     | ITA National Intercollegiate Indoor Championships Farmers Branch, Texas Hartplatz (Halle) | Damen      | Laura Granville Gabriela Lastra  | Paola Palencia İpek Şenoğlu     | 6:2, 6:3       |
| 21.–25. Mai       | NCAA Division I Women’s Tennis Championships Stone Mountain, Georgia Hartplatz            | Damen      | Laura Granville                  | Lauren Kalvaria                 | 6:3, 7:61      |
| 21.–25. Mai       | NCAA Division I Women’s Tennis Championships Stone Mountain, Georgia Hartplatz            | Damen      | Whitney Laiho Jessica Lehnhoff   | Laura Granville Gabriela Lastra | 4:6, 6:1, 6:3  |
| 23.–28. Mai       | NCAA Division I Men’s Tennis Championships Athens, Georgia Hartplatz                      | Herren     | Matías Boeker                    | Brian Vahaly                    | 6:4, 6:0       |
| 23.–28. Mai       | NCAA Division I Men’s Tennis Championships Athens, Georgia Hartplatz                      | Herren     | Matías Boeker Travis Parrott     | Johan Brunström Jon Wallmark    | 6:4, 7:5       |

## Mannschaftsmeisterschaften
| Datum           | Turnier                                                                                      | Konkurrenz | Sieger   | Finalgegner | Ergebnis |
| --------------- | -------------------------------------------------------------------------------------------- | ---------- | -------- | ----------- | -------- |
| 15.–18. Februar | ITA Division I National Men’s Team Indoor Championship Seattle, Washington Hartplatz (Halle) | Herren     | UCLA     | Stanford    | 4:2      |
| 15.–18. Februar | ITA Division I National Women’s Team Indoor Championship Madison Hartplatz (Halle)           | Damen      | Stanford | Georgia     | 5:3      |
| 17.–20. Mai     | NCAA Division I Women’s Tennis Championships Stone Mountain, Georgia Hartplatz               | Damen      | Stanford | Vanderbilt  | 4:0      |
| 19.–22. Mai     | NCAA Division I Men’s Tennis Championships Athens, Georgia Hartplatz                         | Herren     | Georgia  | Tennessee   | 4:1      |

## Mehrfache Turniersieger

### Herren
- Matías Boeker – 2 Turniersiege (1 Einzel, 1 Doppel)

### Damen
- Laura Granville – 3 Turniersiege (2 Einzel, 1 Doppel)
- Bea Bielik – 2 Turniersiege (1 Einzel, 1 Doppel)
- Gabriela Lastra – 2 Turniersiege (2 Doppel)